# Епархия Панкшина
Епархия Панкшина (лат. Dioecesis Pankshinensis) — епархия Римско-Католической церкви c центром в городе Панкшин, Нигерия. Епархия Панкшина входит в митрополию Джоса. Кафедральным собором епархии Панкшина является церковь Святого Креста.

## История
18 марта 2014 года римский папа Франциск учредил епархию Панкшина, выделив её из архиепархии Джоса и епархии Шендама.

## Ординарии епархии
- епископ Michael Gobal Gokum (с 18.03.2014)